# Peltthestris tripartita
Peltthestris tripartita is een eenoogkreeftjessoort uit de familie van de Rhynchothalestridae. De wetenschappelijke naam van de soort is voor het eerst geldig gepubliceerd in 1924 door Monard.